# Xiamen Egret Stadium
Das Xiamen Egret Stadium, auch bekannt unter dem Namen Xiamen Bailu Stadium, ist ein Fußballstadion mit Leichtathletikanlage in Xiang’an, einem Bezirk der chinesischen Stadt Xiamen. Es bietet zum Fußball 60.592 Personen Platz und bei Leichtathletikveranstaltungen 53.443 Plätze. Dies wird durch verschiebbare Tribünen ermöglicht.

## Geschichte
Das Stadion wurde ursprünglich als Teil der Bewerbung für die Fußball-Asienmeisterschaft 2023 gebaut, welche dann aber verschoben wurde, da sich die Volksrepublik China infolge der COVID-19-Pandemie von der Austragung zurückzog. Eröffnet wurde es schließlich am 2. September 2023.

## Veranstaltungen
Als Teil der Leichtathletik-Veranstaltungsserie Diamond League wird hier auch die Xiamen Diamond League ausgetragen.
Zudem fand die Gruppe 2 der 2. Runde des asiatischen Qualifikationsturnier der Frauen für die Olympischen Sommerspiele 2024 hier statt.